# Station Nykøbing Falster
Station Nykøbing Falster is een station in Nykøbing Falster, Denemarken. Het station is geopend op 22 augustus 1872. 
Nykøbing was een spoorwegknooppunt voor het vervoer op de zuidelijke eilanden. De lijnen naar Stubbekøbing en Nysted zijn echter al lang gesloten, terwijl de lijn naar Gedser in 2009 buiten gebruik werd genomen. De spoorlijn is nog wel fysiek aanwezig.
Het station is nu vooral tussenstop op de route van Kopenhagen naar Rødby met een aansluiting op de veerboot naar Puttgarden. Wel is er nog een zijlijn naar Maribo en Nakskov.